# DHF's Landspokalturnering 2013
DHF's landspokalturnering 2013 var den 50. udgave af DHF's Landspokalturnering. Kvindernes turnering blev vundet af Viborg HK, der vandt finalen med 26-21 over de forsvarende pokalmestre fra FC Midtjylland Håndbold. Mændenes turnering blev vundet af KIF Kolding København, der slog Bjerringbro-Silkeborg med 28-24 i finalen. 

## Mænd

### 1/8-finaler
Otte hold fra Jylland og otte hold fra Østdanmark (inkl. Fyn) havde kvalificeret sig til 1/8-finalerne.
| Dato  | Hjemmehold     | Udehold                  | Resultat |
| ----- | -------------- | ------------------------ | -------- |
| 28.8  | Korsør/Tårnby  | Mors-Thy Håndbold        | 18-37    |
| 28.8  | HC Midtjylland | Aalborg Håndbold         | 26-25    |
| 28.8  | Svendborg HK   | KIF Kolding København    | 21-31    |
| 28.8  | IK Skovbakken  | Lemvig-Thyborøn Håndbold | 26-30    |
| 28.8  | SUS Nyborg     | Team Sydhavsøerne        | 16-24    |
| 28.8  | Otterup HK     | GOG                      | 26-29    |
| 28.8  | Holte IF       | Bjerringbro-Silkeborg    | 16-33    |
| 28.8  | Amager SK      | Team Tvis Holstebro      | 21-43    |
| Kilde |                |                          |          |

### Kvartfinaler
Her deltager de otte vinderhold fra 1/8-finalerne. 
| Dato  | Hjemmehold               | Udehold               | Resultat |
| ----- | ------------------------ | --------------------- | -------- |
| 22.10 | GOG                      | Team Tvis Holstebro   | 35-29    |
| 23.10 | HC Midtjylland           | Mors-Thy Håndbold     | 35-33    |
| 23.10 | Team Sydhavsøerne        | KIF Kolding København | 18-23    |
| 23.10 | Lemvig-Thyborøn Håndbold | Bjerringbro-Silkeborg | 21-26    |
| Kilde |                          |                       |          |

### Final 4
De fire vindere af kvartfinalerne spiller final 4-stævne 8.-9. marts 2014 i NRGi Arena i Aarhus.

#### Semifinaler
| Dato  | Hold                  | Hold                  | Resultat |
| ----- | --------------------- | --------------------- | -------- |
| 8.3   | HC Midtjylland        | KIF Kolding København | 20-29    |
| 8.3   | Bjerringbro-Silkeborg | GOG                   | 21-18    |
| Kilde |                       |                       |          |

#### Finale
| Dato  | Hold                  | Hold                  | Resultat |
| ----- | --------------------- | --------------------- | -------- |
| 9.3   | KIF Kolding København | Bjerringbro-Silkeborg | 28-24    |
| Kilde |                       |                       |          |

## Kvinder

### 1/8-finaler
Otte hold fra Jylland og otte hold fra Østdanmark (inkl. Fyn) havde kvalificeret sig til 1/8-finalerne.
| Dato  | Hjemmehold            | Udehold             | Resultat |
| ----- | --------------------- | ------------------- | -------- |
| 31.8  | Team Nørrebro         | Vejen EH            | 16-35    |
| 31.8  | Ajax København        | FCM Håndbold        | 18-28    |
| 31.8  | Hvidovre IF           | Viborg HK           | 15-50    |
| 1.9   | Birkerød HK           | HC Odense           | 10-47    |
| 1.9   | Tarm-Foersum Håndbold | Nykøbing F.         | 12-26    |
| 1.9   | Holbæk HK             | København Håndbold  | 16-45    |
| 1.9   | Hadsten SK            | Team Tvis Holstebro | UHT      |
| 1.9   | Løgstør HK            | Randers HK          | 7-43     |
| Kilde |                       |                     |          |

### Kvartfinaler
Her deltager de otte vinderhold fra 1/8-finalerne. 
| Dato  | Hjemmehold         | Udehold      | Resultat |
| ----- | ------------------ | ------------ | -------- |
| 25.9  | København Håndbold | FCM Håndbold | 20-24    |
| 25.9  | Nykøbing F.        | Randers HK   | 21-26    |
| 25.9  | HC Odense          | Viborg HK    | 21-27    |
| 1.11  | Hadsten SK         | Vejen EH     | 23-28    |
| Kilde |                    |              |          |

### Semifinaler
Her deltager de fire vinderhold fra kvartfinalerne. 
| Dato  | Hjemmehold | Udehold        | Resultat |
| ----- | ---------- | -------------- | -------- |
| 5.11  | Viborg HK  | Vejen EH       | 30-24    |
| 6.11  | Randers HK | FC Midtjylland | 23-31    |
| Kilde |            |                |          |

### Finale
Finalen blev spillet 28. december 2013 i Jysk Arena i Silkeborg.
| Dato  | Hold      | Hold           | Resultat |
| ----- | --------- | -------------- | -------- |
| 28.12 | Viborg HK | FC Midtjylland | 26-21    |
| Kilde |           |                |          |